# Ali Bouafia
Ali Bouafia, né le 5 août 1964 à Mulhouse en France, est un footballeur international algérien qui a évolué au poste d'ailier gauche. Il possède également la nationalité française.

## Biographie
Il a débuté en Ligue 1 en juillet 1987 avec l'OM et a disputé 223 matchs de L1 pour 36 buts marqués.
Il fut international algérien (6 sélections, 0 but).
En septembre 2009, il est engagé par l'AS Monaco comme superviseur dans la région Ouest de la France.
Il était surnommé "la Mouche".

## Statistiques

### Statistiques détaillées
| Saison                | Club                   | Championnat           | Championnat | Championnat | Championnat | Coupe nationale | Coupe nationale | Coupe nationale | Coupe de la Ligue | Coupe de la Ligue | Coupe de la Ligue | Compétition(s) continentale(s) | Compétition(s) continentale(s) | Compétition(s) continentale(s) | Compétition(s) continentale(s) | Autres compétitions | Autres compétitions | Autres compétitions | Autres compétitions | Algérie | Algérie | Algérie | Total | Total | Total |
| Saison                | Club                   | Division              | M.          | B.          | P.d.        | M.              | B.              | P.d.            | M.                | B.                | P.d.              | Comp.                          | M.                             | B.                             | P.d.                           | Comp.               | M.                  | B.                  | P.d.                | M.      | B.      | P.d.    | M.    | B.    | P.d.  |
| 1983-1984             | FC Mulhouse            | Division 2            | 2           | 1           | 0           | 1               | 0               | 0               | -                 | -                 | -                 | -                              | -                              | -                              | -                              | -                   | -                   | -                   | -                   | -       | -       | -       | 3     | 1     | 0     |
| 1984-1985             | FC Mulhouse            | Division 2            | 33          | 5           | 0           | 4               | 3               | 0               | -                 | -                 | -                 | -                              | -                              | -                              | -                              | BR                  | 3                   | 0                   | 0                   | -       | -       | -       | 40    | 8     | 0     |
| 1985-1986             | FC Mulhouse            | Division 2            | 20          | 5           | 0           | 5               | 2               | 0               | -                 | -                 | -                 | -                              | -                              | -                              | -                              | BR                  | 4                   | 0                   | 0                   | -       | -       | -       | 29    | 7     | 0     |
| 1986-1987             | FC Mulhouse            | Division 2            | 24          | 3           | 0           | -               | -               | -               | -                 | -                 | -                 | -                              | -                              | -                              | -                              | BR                  | 1                   | 1                   | 0                   | -       | -       | -       | 25    | 4     | 0     |
| Sous-total            | Sous-total             | Sous-total            | 79          | 14          | 0           | 10              | 5               | 0               | 0                 | 0                 | 0                 | -                              | 0                              | 0                              | 0                              | -                   | 8                   | 1                   | 0                   | 0       | 0       | 0       | 97    | 20    | 0     |
| 1987-1988             | Olympique de Marseille | Division 1            | 12          | 1           | 0           | -               | -               | -               | -                 | -                 | -                 | C2                             | -                              | -                              | -                              | -                   | -                   | -                   | -                   | 4       | 0       | 1       | 16    | 1     | 1     |
| 1988-1989             | Olympique lyonnais     | Division 2            | 34          | 10          | 0           | 5               | 1               | 0               | -                 | -                 | -                 | -                              | -                              | -                              | -                              | -                   | -                   | -                   | -                   | -       | -       | -       | 39    | 11    | 0     |
| 1989-1990             | Olympique lyonnais     | Division 1            | 32          | 5           | 0           | -               | -               | -               | -                 | -                 | -                 | -                              | -                              | -                              | -                              | -                   | -                   | -                   | -                   | -       | -       | -       | 32    | 5     | 0     |
| 1990-1991             | Olympique lyonnais     | Division 1            | 37          | 4           | 0           | 1               | 0               | 0               | -                 | -                 | -                 | -                              | -                              | -                              | -                              | -                   | -                   | -                   | -                   | -       | -       | -       | 38    | 4     | 0     |
| 1991-1992             | Olympique lyonnais     | Division 1            | 25          | 5           | 0           | 1               | 1               | 0               | -                 | -                 | -                 | C3                             | -                              | -                              | -                              | -                   | -                   | -                   | -                   | 3       | 0       | 0       | 29    | 6     | 0     |
| Sous-total            | Sous-total             | Sous-total            | 128         | 24          | 0           | 7               | 2               | 0               | 0                 | 0                 | 0                 | -                              | 0                              | 0                              | 0                              | -                   | 0                   | 0                   | 0                   | 3       | 0       | 0       | 138   | 26    | 0     |
| 1992-1993             | RC Strasbourg          | Division 1            | 37          | 5           | 7           | 1               | 0               | 0               | -                 | -                 | -                 | -                              | -                              | -                              | -                              | -                   | -                   | -                   | -                   | -       | -       | -       | 38    | 5     | 7     |
| 1993-1994             | RC Strasbourg          | Division 1            | 29          | 5           | 4           | 1               | 1               | 0               | -                 | -                 | -                 | -                              | -                              | -                              | -                              | -                   | -                   | -                   | -                   | -       | -       | -       | 30    | 6     | 4     |
| 1994-1995             | RC Strasbourg          | Division 1            | 26          | 3           | 1           | 5               | 1               | 0               | 1                 | 0                 | 0                 | -                              | -                              | -                              | -                              | -                   | -                   | -                   | -                   | -       | -       | -       | 32    | 4     | 1     |
| Sous-total            | Sous-total             | Sous-total            | 92          | 13          | 12          | 7               | 2               | 0               | 1                 | 0                 | 0                 | -                              | 0                              | 0                              | 0                              | -                   | 0                   | 0                   | 0                   | 0       | 0       | 0       | 100   | 15    | 12    |
| 1995-1996             | FC Sochaux-Montbéliard | Division 2            | 37          | 4           | 6           | 1               | 0               | 0               | 1                 | 0                 | 0                 | -                              | -                              | -                              | -                              | -                   | -                   | -                   | -                   | -       | -       | -       | 39    | 4     | 6     |
| 1996-1997             | FC Sochaux-Montbéliard | Division 2            | 19          | 2           | 4           | -               | -               | -               | -                 | -                 | -                 | -                              | -                              | -                              | -                              | -                   | -                   | -                   | -                   | -       | -       | -       | 19    | 2     | 4     |
| Sous-total            | Sous-total             | Sous-total            | 56          | 6           | 10          | 1               | 0               | 0               | 1                 | 0                 | 0                 | -                              | 0                              | 0                              | 0                              | -                   | 0                   | 0                   | 0                   | 0       | 0       | 0       | 58    | 6     | 10    |
| 1997-1998             | FC Lorient             | Division 2            | 35          | 15          | 0           | 2               | 1               | 0               | 1                 | 0                 | 0                 | -                              | -                              | -                              | -                              | -                   | -                   | -                   | -                   | -       | -       | -       | 38    | 16    | 0     |
| 1998-1999             | FC Lorient             | Division 1            | 25          | 8           | 0           | -               | -               | -               | -                 | -                 | -                 | -                              | -                              | -                              | -                              | -                   | -                   | -                   | -                   | -       | -       | -       | 25    | 8     | 0     |
| Sous-total            | Sous-total             | Sous-total            | 60          | 23          | 0           | 2               | 1               | 0               | 1                 | 0                 | 0                 | -                              | 0                              | 0                              | 0                              | -                   | 0                   | 0                   | 0                   | 0       | 0       | 0       | 63    | 24    | 0     |
| 1999-2000             | US Créteil             | Division 2            | 20          | 1           | 0           | 1               | 0               | 0               | 1                 | 0                 | 0                 | -                              | -                              | -                              | -                              | -                   | -                   | -                   | -                   | -       | -       | -       | 22    | 1     | 0     |
| 1999-2000             | EA Guingamp (prêt)     | Division 2            | 12          | 4           | 0           | -               | -               | -               | -                 | -                 | -                 | -                              | -                              | -                              | -                              | -                   | -                   | -                   | -                   | -       | -       | -       | 12    | 4     | 0     |
| Total sur la carrière | Total sur la carrière  | Total sur la carrière | 459         | 86          | 22          | 28              | 10              | 0               | 4                 | 0                 | 0                 | -                              | 0                              | 0                              | 0                              | -                   | 8                   | 1                   | 0                   | 7       | 0       | 1       | 506   | 97    | 23    |

### Liste des matchs internationaux
| Matchs internationaux de Ali Bouafia | Matchs internationaux de Ali Bouafia | Matchs internationaux de Ali Bouafia           | Matchs internationaux de Ali Bouafia | Matchs internationaux de Ali Bouafia | Matchs internationaux de Ali Bouafia | Matchs internationaux de Ali Bouafia                           |
|                                      | Date                                 | Lieu                                           | Adversaire                           | Résultats                            | Compétitions                         | Notes                                                          |
| ------------------------------------ | ------------------------------------ | ---------------------------------------------- | ------------------------------------ | ------------------------------------ | ------------------------------------ | -------------------------------------------------------------- |
| 1.                                   | 13 mars 1988                         | Stade Mohammed-V, Casablanca, Maroc            | Côte d'Ivoire                        | 1 - 1                                | CAN 1988                             | Titulaire et remplacé par Djamel Menad à la 71e minute.        |
| 2.                                   | 16 mars 1988                         | Stade Mohammed-V, Casablanca, Maroc            | Maroc                                | 1 - 0                                | CAN 1988                             | Titulaire et remplacé par Hakim Medane à la 74e minute.        |
| 3.                                   | 23 mars 1988                         | Complexe sportif Moulay-Abdallah, Rabat, Maroc | Nigeria                              | 1 - 1 (9-8)                          | CAN 1988                             | Rentre en jeu à la 70e minute à la place de Kader Ferhaoui.    |
| 4.                                   | 26 mars 1988                         | Stade Mohammed-V, Casablanca, Maroc            | Maroc                                | 1 - 1 (3-4)                          | CAN 1988                             | Titulaire et remplacé par Chawki Bentayeb à la 64e minute.     |
| 5.                                   | 26 décembre 1991                     | Stade Mohammed-V, Casablanca, Maroc            | Maroc                                | 1 - 1                                | Match amical                         | Titulaire et remplacé par Khaled Lounici à la 46e minute.      |
| 6.                                   | 13 janvier 1992                      | Stade Aline-Sitoé-Diatta, Ziguinchor, Sénégal  | Côte d'Ivoire                        | 3 - 0                                | CAN 1992                             | Titulaire.                                                     |
| 7.                                   | 17 janvier 1992                      | Stade Aline-Sitoé-Diatta, Ziguinchor, Sénégal  | Congo                                | 1 - 1                                | CAN 1992                             | Titulaire et remplacé par Abdelhafid Tasfaout à la 69e minute. |

## Palmarès

### En club
- Finaliste de la Coupe de France en 1995 avec le RC Strasbourg
- Vice-champion de France de Division 2 en 1998 avec le FC Lorient

### EnÉquipe d'Algérie
- 6 sélections entre 1987 et 1992

### Distinction individuelle
- Nommé dans l'équipe-type de Division 2 en 1998[4].